# Coppa Europa di lanci 2024
La Coppa Europa di lanci 2024 è stata la XXIII edizione della Coppa Europa di lanci, si è disputata il 9 e il 10 marzo a Leiria, in Portogallo.
Alla manifestazione non hanno preso parte atleti russi e bielorussi a causa delle sanzioni imposte ai due Paesi dalla European Athletics e dal Comitato Olimpico Internazionale in seguito all'invasione russa dell'Ucraina.

## Risultati

### Uomini
| Gara                   | Oro             | Misura  | Argento          | Misura  | Bronzo                | Misura  |
| ---------------------- | --------------- | ------- | ---------------- | ------- | --------------------- | ------- |
| Getto del peso         | Zane Weir       | 21,55 m | Scott Lincoln    | 20,98 m | Mesud Pezer           | 20,58 m |
| Lancio del disco       | Alin Firfirică  | 66,07 m | Simon Pettersson | 63,08 m | Daniel Jasinski       | 61,84 m |
| Lancio del martello    | Mychajlo Kochan | 78,13 m | Bence Halász     | 76,22 m | Hrístos Frantzeskákis | 74,96 m |
| Lancio del giavellotto | Artur Felfner   | 81,89 m | Alexandru Novac  | 80,73 m | Ioánnis Kiriazís      | 80,52 m |

### Donne
| Gara                   | Oro                   | Misura  | Argento         | Misura  | Bronzo               | Misura  |
| ---------------------- | --------------------- | ------- | --------------- | ------- | -------------------- | ------- |
| Getto del peso         | Jessica Schilder      | 18,22 m | Julia Ritter    | 18,16 m | Eliana Bandeira      | 17,60 m |
| Lancio del disco       | Irina Rodrigues       | 66,60 m | Shanice Craft   | 63,70 m | Mélina Robert-Michon | 62,46 m |
| Lancio del martello    | Katrine Koch Jacobsen | 71,95 m | Bianca Ghelber  | 71,66 m | Sara Fantini         | 70,58 m |
| Lancio del giavellotto | Marie-Therese Obst    | 61,69 m | Adriana Vilagoš | 61,17 m | Eda Tuğsuz           | 60,50 m |

### Uomini under 23
| Gara                   | Oro               | Misura  | Argento                | Misura  | Bronzo               | Misura  |
| ---------------------- | ----------------- | ------- | ---------------------- | ------- | -------------------- | ------- |
| Getto del peso         | Muhamet Ramadani  | 18,54 m | Lukas Schober          | 18,21 m | Ali Peker            | 17,93 m |
| Lancio del disco       | Steven Richter    | 61,00 m | Mykhailo Brudin        | 59,95 m | Ruben Rolvink        | 57,96 m |
| Lancio del martello    | Dawid Piat        | 71,52 m | Iosif Kesidis          | 70,63 m | Orestis Ntousakis    | 68,78 m |
| Lancio del giavellotto | Giovanni Frattini | 76,21 m | Muhammed Hanifi Zengin | 76,15 m | Vlad Alexandru Turcu | 74,51 m |

### Donne under 23
| Gara                   | Oro             | Misura  | Argento                   | Misura  | Bronzo                  | Misura  |
| ---------------------- | --------------- | ------- | ------------------------- | ------- | ----------------------- | ------- |
| Getto del peso         | Zuzanna Maślana | 17,08 m | Milaine Ammon             | 16,07 m | Anastasia Ntragkomirova | 15,46 m |
| Lancio del disco       | Özlem Becerek   | 55,07 m | Marie Josée Bovele Linaka | 53,91 m | Emily Conte             | 53,72 m |
| Lancio del martello    | Thea Löfman     | 68,08 m | Nicola Tuthill            | 67,39 m | Aada Koppeli            | 64,88 m |
| Lancio del giavellotto | Giada Maraval   | 55,07 m | Emilia Karell             | 54,54 m | Margherita Randazzo     | 53,67 m |

Legenda:  record mondiale;  record mondiale stagionale;  record europeo;  record europeo stagionale;  record dei campionati;  record nazionale;  record personale;  record personale stagionale.

## Medagliere
| Posiz. | Nazione              | Oro | Argento | Bronzo | Totale |
| ------ | -------------------- | --- | ------- | ------ | ------ |
| 1      | Ucraina              | 2   | 1       | 0      | 3      |
| 2      | Italia               | 2   | 0       | 3      | 2      |
| 3      | Polonia              | 2   | 0       | 0      | 2      |
| 4      | Germania             | 1   | 4       | 1      | 6      |
| 5      | Romania              | 1   | 2       | 1      | 4      |
| 6      | Turchia              | 1   | 1       | 2      | 4      |
| 7      | Francia              | 1   | 1       | 1      | 3      |
| 8      | Svezia               | 1   | 1       | 0      | 2      |
| 9      | Paesi Bassi          | 1   | 0       | 1      | 2      |
| 9      | Portogallo           | 1   | 0       | 1      | 2      |
| 11     | Danimarca            | 1   | 0       | 0      | 1      |
| 11     | Kosovo               | 1   | 0       | 0      | 1      |
| 11     | Norvegia             | 1   | 0       | 0      | 1      |
| 15     | Cipro                | 0   | 1       | 0      | 1      |
| 15     | Gran Bretagna        | 0   | 1       | 0      | 1      |
| 15     | Irlanda              | 0   | 1       | 0      | 1      |
| 15     | Norvegia             | 0   | 1       | 0      | 1      |
| 20     | Grecia               | 0   | 0       | 4      | 4      |
| 21     | Bosnia ed Erzegovina | 0   | 0       | 1      | 1      |
| Totale | Totale               | 16  | 16      | 16     | 48     |